# Meta-Wiki
Meta, of Wikimedia's Meta-Wiki, is een op het wiki-principe gebaseerde website die als hulpmiddel dient bij de coördinatie van alle projecten van de Wikimedia Foundation.
Meta, oorspronkelijk in het leven geroepen onder de naam Meta-Wikipedia, vervult een aantal specifieke doelen en functies:
- Bespreking en formulering van de Wikimedia-projecten, waaronder Wikipedia, en in het bijzonder discussie over beleid.
- Een forum voor persoonlijke betogen die niet noodzakelijkerwijs neutraal zijn.
- Een plaats waar inhoud georganiseerd en voorbereid kan worden, en waar overlegd kan worden over de coördinatie van kwesties rond interwiki-links.
- Een plaats van waaruit het ontwikkelproces gecoördineerd kan worden.
- Een plaats waar berichten die voor meerdere projecten belang hebben worden vertaald.

Op dit moment dient Meta als een van de belangrijkste discussiefora voor Wikimedianen, waaronder Wikipedianen. Onder de andere fora zijn de discussielijsten, IRC-kanalen, en de overlegpagina's van bijvoorbeeld individuele artikelen of gebruikers. Meta is een onafhankelijk en autonoom project van de Engelstalige Wikipedia, en het beleid en de gewoonten zijn er vaak anders dan bij andere projecten.
Hoewel het project oorspronkelijk vooral op de Engelstalige versie van Wikipedia was gericht, heeft Meta zich sinds de upgrade naar Wikipedia's aangepaste MediaWiki-software ontwikkeld tot een meertalig discussieforum dat door alle Wikimedia-taalgemeenschappen wordt gebruikt.